# ETA (planeur)
Pour les articles homonymes, voir ETA (homonymie).
Dimensions
Le planeur ETA est un planeur autonome biplace dont l'envergure est de 30,90 m de la classe de compétition dite "Libre". Il s'agit, en 2008, du plus grand et du plus efficace des planeurs de compétition affichant une finesse de 72 (pour 1 000 mètres de hauteur perdus, 72 km parcourus).
Il doit son nom au domaine de la technique où la lettre grecque "eta" désigne le rendement.
Il a été construit à ce jour trois exemplaires. En septembre 2003 l'exemplaire prototype N° 2 a été perdu lors d'un vol d'essai à la suite d'une rupture de structure, la machine ayant été poussée hors de son domaine de vol normal, sans dommage pour ses deux pilotes qui purent évacuer le planeur et utiliser leurs parachutes. Bien entendu la machine fut modifiée et les essais en vol ont été poursuivis sans problème.
L'appareil sera construit en petite série ; une production de trois exemplaires par an est programmée.

## Qualité de vol
Les qualités aérodynamiques d'un planeur ne se mesurent pas seulement à la seule valeur de la finesse. La différence se fait aussi sentir dans le domaine de vol. Le meilleur angle de plané est atteint à une vitesse spécifique qui doit être maintenue précisément; ce qui est rarement le cas lors de la pratique. Pour cette machine, aucune finesse particulière n'avait été fixée, celle-ci a été déterminée lors des essais en vol et a permis de sortir une polaire des vitesses réellement mesurée. Dans la pratique, Eta fait la différence dans les basses vitesses, un peu moins dans les grandes vitesses.

## Particularités
Un planeur de grande envergure subit des différentiels de vitesse importants s'appliquant sur les ailes lors des virages à forte inclinaison. Les conséquences sont notables sur la planche à dessin et en pratique. L'Eta dispose de trois sections de volets par demi-envergure. Lors des virages, la section intérieure est braquée à 50° en positif ; la section médiane reste inchangée alors que la section externe est nettement en négatif. L'envergure très importante nécessite aussi une gouverne de direction particulièrement efficace.
Pour cette machine, une gamme spécifique de profils a été développée et testée dans la veine basse vitesse du DNV de Brunswick.
Le profil intérieur (en milieu d'aile) HQR 1 dérive du profil éprouvé HQ 17 particulièrement efficient dans les grandes vitesses du domaine de vol.
Le profil extérieur (en bout d'aile) HQR 2 fait preuve d'une meilleure portance que le profil HQR 1 et contribue encore à l'efficacité de la géométrie de l'aile. Contrairement aux ailerons conventionnels, l'extrados conserve un écoulement laminaire même aux grandes incidences, sans perte d'efficacité aux ailerons.
Dans la zone de l'emplanture, le profil HQR 3 a été spécialement étudié pour contrer les turbulences rencontrées en employant une épaisseur relative de 16,45 %.
Grâce à sa surface largement dimensionnée, la gouverne de direction profite d'un profil HQR 4 dont la résistance aérodynamique a été diminuée.
Le profil HQR 5 de la gouverne de profondeur a été calculé pour que, même lorsque la commande de trim est en position opposée, le pilotage de la machine reste efficace.

## Évolution
L'appareil N°1 a été modifié, il lui a été ajouté des sortes d'aérofreins au plus près des winglets, pour augmenter l'efficacité de la dérive. Ces aérofreins sont commandés électriquement, les winglets ont été revus et sont de type Maughmer.
Le projet NIMETA utilise la voilure de l'ETA.
Le planeur Concordia suit les mêmes pistes de conception, parvient à gagner une manche du championnat du monde 2012 à Uvalde (Texas).